# Juan Jiménez, «Ecijano»
Juan Jiménez Ripoll llamado «Ecijano» (Écija, 1858-Durango, 1899) fue un torero español.

## Carrera
Nació su afición por el toreo pastoreando reses bravas en su juventud, haciendo su aprendizaje en capeas y novilladas. Se presentó como novillero en Sevilla el 25 de julio de 1885 compartiendo cartel con el Espartero y un año después lo hizo en Madrid, el 1 de agosto, con un toreo calificado de «fresco» ante la cara del toro; partió luego hacia América, toreando en el invierno de 1887 a 1888 en Montevideo y en México. Tomó la alternativa en Madrid el 22 de mayo de 1890, teniendo como padrino a «Guerrita» y lidiando toros de la ganadería de Torres de la Cortina.
Falto de contratos marchó a México donde se dedicó a negocios taurinos, con cierto éxito, pero se arruinó al intentar ampliar sus inversiones en Cuba, por lo que se vio obligado a volver a los ruedos. El 16 de octubre de 1898 sufrió una grave cogida en la plaza de toros de Guadalajara (Estado de Jalisco) que le provocó una hernia. Aparentemente curado, el 5 de febrero de 1899 murió súbitamente al comenzar la  lidia del tercer toro en la plaza de toros de Durango, a consecuencia de una peritonitis que le habría causado el estrangulamiento de la hernia ocasionada por la cogida de Guadalajara.